# Malluvium
Malluvium is een geslacht van weekdieren uit de klasse van de Gastropoda (slakken).

## Soorten
- Malluvium calcareum (Suter, 1909)
- Malluvium devotum (Hedley, 1904)
- Malluvium lissum (E. A. Smith, 1894)
- Malluvium otohimeae (Habe, 1946)